# Syllinae
Syllinae é uma subfamília de anelídeos poliquetas silídeos que engloba 20 gêneros. Indivíduos dessa subfamília podem ser identificados por possuírem antenas, cirros tentaculares e cirros dorsais articulados de maneira distinta, geralmente longos fazerem reprodução por esquizogamia (algumas espécies são vivíparas). 

## Gêneros
Os gêneros da subfamília estão representados na tabela abaixo: 
| Alcyonosyllis     |
| Branchiosyllis    |
| Dentatisyllis     |
| Eurysyllis        |
| Haplosyllis       |
| Inermosyllis      |
| Karroonsyllis     |
| Megasyllis        |
| Nuchalosyllis     |
| Opisthosyllis     |
| Parahaplosyllis   |
| Paraopisthosyllis |
| Parasphaerosyllis |
| Plakosyllis       |
| Rhopalosyllis     |
| Syllis            |
| Typosyllis        |
| Tetrapalpia       |
| Trypanosyllis     |
| Xenosyllis        |